# 大西洋比利牛斯省
大西洋比利牛斯省（法語：Pyrénées-Atlantiques，法語：[piʁene atlɑ̃tik] ⓘ；加斯科涅语：Pirenèus-Atlantics）是法國新阿基坦大區所轄的省份，濱大西洋，原名。該省編號為64，省会为波城。
该省原名“下比利牛斯省”（Basses-Pyrénées），1969年10月10日改为现名。

## 另見
- 大西洋比利牛斯省市镇列表

- （法文） General Council website
- （法文） Archives of the Pyrenees-Atlantiques department website（页面存档备份，存于）
- （法文） Photography Panoramics 360° website （页面存档备份，存于）
- （法文） Prefecture official website（页面存档备份，存于）
- （英文） Pyrenees-Atlantiques Monuments, Villages, Walks and Attractions
- （英文） Information on living, working and visiting Pyrenees Atlantiques （页面存档备份，存于）